# Fort Sandoské
Fort Sandoské fut un fort français établi au cours du XVIIIe siècle en Nouvelle-France, à l'emplacement d'un camp fortifié construit, puis abandonné, par les Amérindiens de la Nation Hurons.

## Période Hurons
En 1739, un chef Huron, Orontony, se rend à Québec auprès du gouverneur du Canada, Charles de Beauharnois, demander l'autorisation de s'installer an cœur de la Nouvelle-France, afin d'être mieux protéger de leurs ennemis Iroquois. Face à l'inertie des autorités coloniales françaises, Orontony décida de quitter la région de Fort Détroit et d'installer sa tribu sur la rive sud du lac Érié au bord de la baie de Sandoské. Orontony établit un campement fortifié, protégé d'une palissade en bois. Orontony se tourna alors vers les Anglais et engagea des négociations commerciales avec les trafiquants anglais qui arpentaient la région.
En 1744, débuta un nouveau conflit entre les forces françaises et anglaises. 
En 1745, les Anglais aidèrent Orontony à faire de son camp fortifié un fort allié des britanniques qu'ils nommèrent Fort Sandusky.
En 1747, le gouverneur de la Nouvelle-France, Paul-Joseph Le Moyne de Longueuil envoya d'importants renforts au Fort Détroit. Orontony décida alors de s'éloigner de la région des Grands Lacs et fit incendier son village fortifié de Sandoské avant de migrer plus au sud vers la vallée de la rivière Ohio.

## Période française
En 1747, les troupes françaises contrôlaient les Grands Lacs et édifièrent un nouveau fort Sandoské sur la baie de Sandoské. 
Lors de la guerre de Sept Ans, les Hurons, alliés des Français, reçurent, au fort Sandoské, des Amérindiens de la Nation Iroquois qui leur dirent de se méfier des Anglais qui ne pensaient qu'à les diviser afin de mieux les anéantir après avoir chassé les Français.
En 1761, les Britanniques prirent le fort, mais les Français soutenus par les Amérindiens Outaouais, reprirent le fort.
En 1763, après la signature du traité de Paris, les troupes françaises abandonnèrent la région des Grands Lacs. Les Britanniques arrivèrent par la suite et édifièrent un nouveau fort qu'ils nommèrent Fort Sandusky.
Dès la défaite française, les Amérindiens, alliés des Français, se soulèvent sous le commandement du grand chef Pontiac. La rébellion de Pontiac s'étendit dans toute la région des Grands Lacs jusqu'à la rivière Ohio. Le Fort Sandusky fut le premier fort pris par les forces amérindiennes. Une grande partie de la garnison britannique fut tuée y compris plusieurs trappeurs et négociants britanniques. Pontiac fit ensuite incendier le fort.